# Woodland (Michigan)
Woodland é uma vila localizada no estado americano de Michigan, no Condado de Barry.

## Demografia
Segundo o censo americano de 2000, a sua população era de 495 habitantes.
Em 2006, foi estimada uma população de 498, um aumento de 3 (0.6%).

## Geografia
De acordo com o United States Census Bureau tem uma área de
2,1 km², dos quais 2,1 km² cobertos por terra e 0,0 km² cobertos por água. Woodland localiza-se a aproximadamente 265 m acima do nível do mar.

## Localidades na vizinhança
O diagrama seguinte representa as localidades num raio de 16 km ao redor de Woodland.